# Banwari Trace
Banwari Trace, es un emplazamiento arcaico, del período precerámico ubicado al suroeste de Trinidad, en Trinidad y Tobago. Se presume que es el emplazamiento arqueológico más antiguo del Caribe. El estudio de este lugar ha indicado la existencia de dos períodos diferentes de ocupación. El primero, estratos I y II, abarca desde el 7200 hasta el 6100 a. C. y el segundo desde el 6100 a. C. hasta el 5500 a. C.
Por otro lado la presencia únicamente de conchas propias del agua dulce en los estratos más bajos indica que el territorio estuvo habitado antes de que Trinidad se separara del continente, o sea, antes de la subida del nivel del mar que siguió a la glaciación. 